# Operatie Paukenschlag

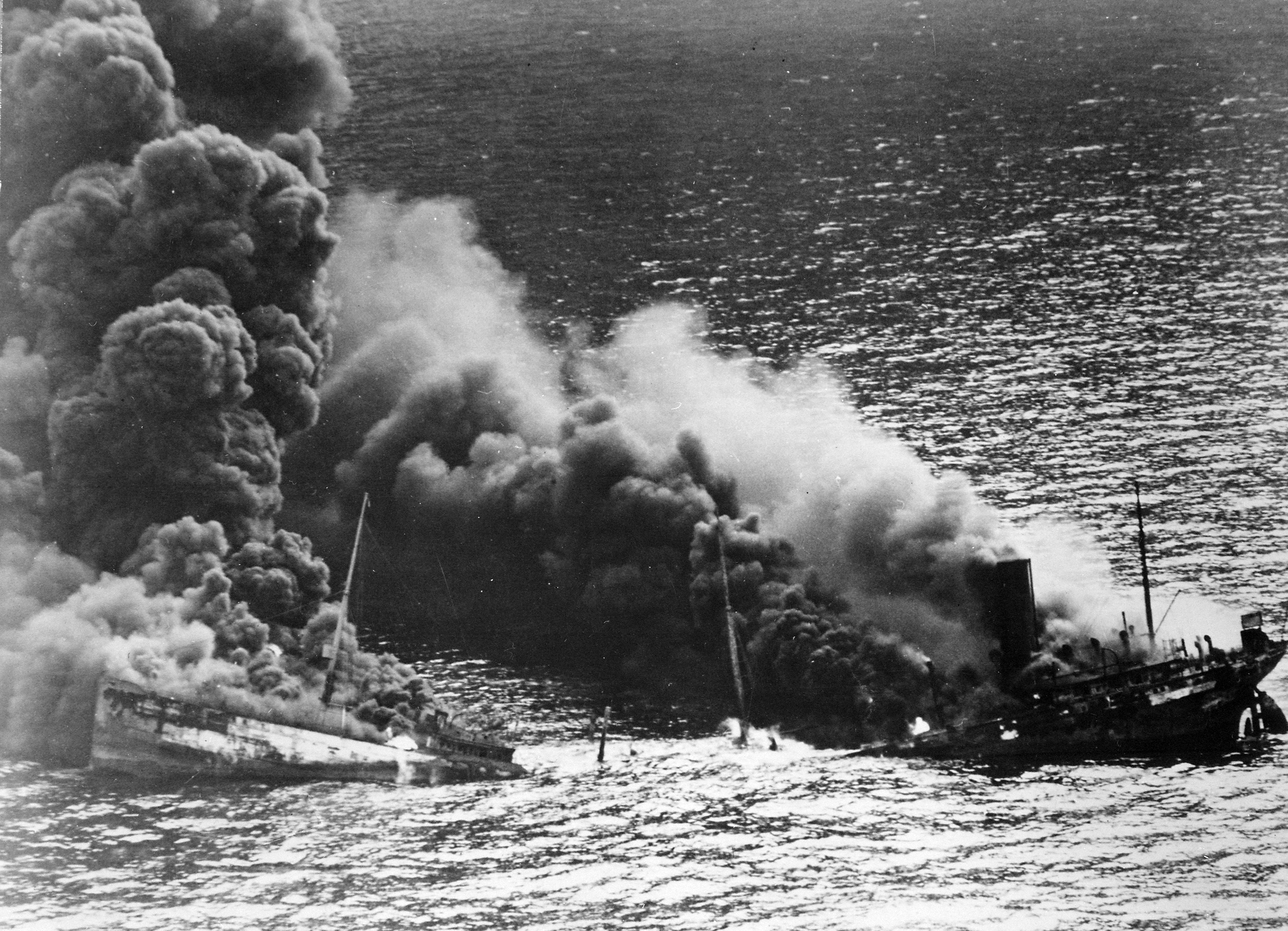
De tanker "Dixie Arrow", getorpedeerd bij Cape Hatteras door de U-71 op 26 maart 1942

Operatie Paukenschlag was Nazi-Duitslands eerste aanval op de Amerikaanse scheepvaart voor de Oostkust van de Verenigde Staten. Operatie Paukenschlag begon met de aankomst van vijf U-boten voor de Amerikaanse kust in januari 1942. De strijd bleef voortduren tot juni 1942. Het jachtterrein werd verder verlegd naar de Caribische Zee. Tijdens deze operatie werden 609 schepen en 3,1 miljoen ton tot zinken gebracht en gingen duizenden levens verloren, hoofdzakelijk koopvaardijpersoneel. De Duitsers verloren 22 onderzeeboten. In deze maanden werd een kwart van alle schepen tot zinken gebracht gedurende de Tweede Wereldoorlog. Historicus Michael Gannon noemt het "America's Second Pearl Harbor" en legt de schuld voor dit verlies bij Admiraal Ernest King, bevelhebber van de United States Navy.

## Vóór december 1941
Vóór december 1941 voeren geregeld Amerikaanse oorlogsbodems mee met de konvooien voor Groot-Brittannië. Dit was een vorm van provocatie voor de Duitse U-boten die de Britse wateren blokkeerden. De Duitsers mochten geen neutrale schepen aanvallen, maar die Amerikaanse schepen beschermden, samen met de Britten, de konvooien en leidden andere Britse torpedobootjagers en vliegtuigen, met hun radio- en sonarcommunicaties, naar de U-boten die op de loer lagen voor een torpedoaanval, zodat ze zelf aangevallen werden door Amerikaanse hulp. President Franklin Delano Roosevelt had  Winston Churchill hulp beloofd in de vorm van oudere torpedojagers en korvetten, die onder neutrale Amerikaanse vlag naar Groot-Brittannië werden gebracht. Tegelijkertijd vergezelden ze een konvooi naar Engeland. U-boten doken op en de commandanten wisten niet goed wat te doen: neutrale schepen aanvallen of hen laten passeren, zodat de vijandelijke konvooien ongehinderd konden aankomen in de Britse havens.

## Oorlogsverklaring aan de Verenigde Staten
Schermutselingen bleven niet uit zodat menig Amerikaanse oorlogsbodem door de U-boten aangevallen werd, nog vóór ze in oorlog waren met de Verenigde Staten. In die omstandigheden kan het nauwelijks verwondering wekken dat Hitler, nadat tussen Japan en de Verenigde Staten op 7 december 1941 de oorlog uitgebroken was, eindelijk op 9 december alle beperkingen van de U-bootoperaties tegen Amerikaanse schepen ophief. Twee dagen daarna volgde de oorlogsverklaring. De oorlog met de Verenigde Staten was dus een gevolg van de feiten; de oorlogsverklaring was louter een formaliteit.

## Aanvang Operatie Paukenschlag
Na de stilte in het noordelijk deel van de Atlantische Oceaan in de vorige wintermaanden, was het een verleidelijk vooruitzicht voor admiraal Dönitz en zijn U-bootcommandanten om Amerikaanse schepen in hun wateren aan te vallen. Ondanks hun pogingen om van de Britten te leren, hadden de Amerikanen geen ervaring met de maatregelen die ze tegen "wolfsbende"-aanvallen van U-boten moesten nemen. Zolang ze niet de tijd hadden hun verdediging te organiseren en hun koopvaardijschepen onder te brengen in konvooien, beloofde het westelijk deel van de Atlantische Oceaan een succesvol jachtterrein te worden voor de Duitsers. Admiraal Dönitz kwam dan ook met het voorstel onmiddellijk 12 U-boten te zenden, waaronder 6 grote IXB- en IXC-boten die op dat moment ingezet waren in de buurt van Gibraltar, maar die met hun grotere brandstofcapaciteit en torpedolaadvermogen beter ingezet konden worden bij langeafstandsoperaties.

## Operatie Paukenschlag
Tussen 16 en 25 december 1941 vertrokken 6 onderzeeboten uit havens aan de Golf van Biskaje om aan de overzijde van de Atlantische Oceaan ingezet te worden bij Operatie Paukenschlag. In verband met de grote afstand waren uitsluitend onderzeeboten van het type IX geschikt voor de operatie, waarvan de Kriegsmarine - destijds met een totale omvang van 91 U-boten - twintig exemplaren in dienst had. Hiervan waren op het moment dat de aanval werd voorbereid slechts zes beschikbaar: U- 66 onder commando van Robert-Richard Zapp, U-109 onder Heinrich Bleichrodt, U-123 onder Reinhard Hardegen, U-125 onder Ulrich Folkers, U-130 onder Ernst Kals en U-502 onder Jürgen von Rosenstiel. De U-502 moest vanwege een olielek op 22 december terugkeren. De zes boten hadden opdracht gekregen om tijdens de overtocht geen aanvallen uit te voeren met uitzondering van bijzondere doelen, zoals grote oorlogsschepen.
De vijf overgebleven commandanten voeren vol goede moed af en bereikten midden januari het gebied dat ze voor hun aanvallen aangewezen hadden; tussen de Saint Lawrencebaai en Kaap Hatteras. Hun optimisme was er niet minder om, want de Amerikanen hadden zelfs minder afweermaatregelen genomen dan werd verwacht.
De schepen voeren met hun normale vredestijdverlichting. Steden langs de kust waren fel verlicht, en lichtboeien en vuurtorens deden normaal hun werk. Koopvaardijschepen zonden lustig uit op de 600m-band, terwijl de marconisten onophoudelijk over van alles en nog wat praatten, ook over hun posities. De strijdkrachten maakten per radio gegevens bekend over patrouillevaarten van kustwacht en torpedobootjagers, vluchten van luchtverkenners en reddingswerkzaamheden die aan de gang waren, wat allemaal door de U-bootcommandanten werd opgevangen en gebruikt.
Het resultaat was huiveringwekkend. Overdag lagen de U-boten stil op de bodem, dicht in de buurt van de scheepvaartroutes. 's Nachts naderden ze onder water varend de kust, doken midden in de scheepvaartroutes en gingen tekeer tegen de niets vermoedende koopvaardijschepen. De U-boten konden ongehinderd hun aanvalsposities kiezen en torpederen, zonder dat ze ooit gehinderd werden door aanvallende vliegtuigen of torpedojagers. De Amerikanen hadden nog geen notie hoe ze dit moesten aanpakken en gingen in de leer bij de Britten. De Duitsers daarentegen gingen slim te werk en verspilden zo min mogelijk brandstof voor de terugweg naar hun bases in de Golf van Biskaje.

### Wederom "gouden tijd"

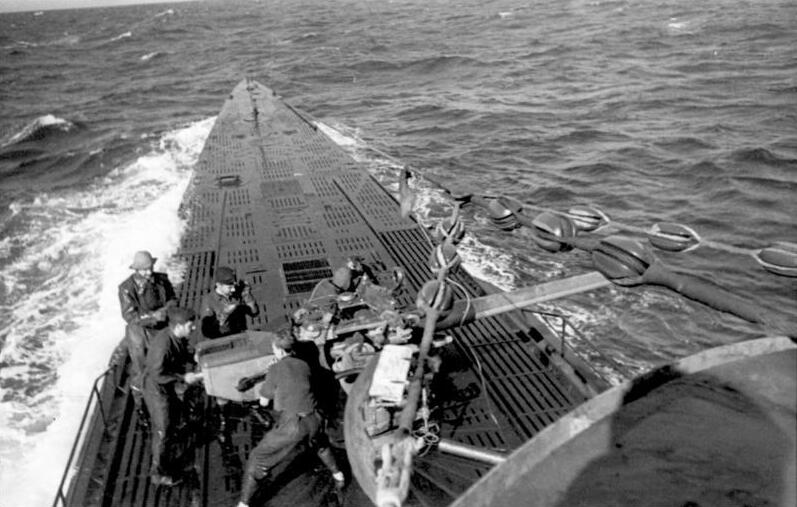
U-123

Voordat de vijf U-boten dat operatiegebied verlieten bij gebrek aan torpedo's, hadden ze meer schepen tot zinken gebracht dan zelfs in de "gouden tijd" in het noorden van de Atlantische Oceaan; de rapporten vermeldden 8 schepen van 53.000 ton door de U-123 van Reinhard Hardegen, 5 schepen van 50.000 ton door Richard Zapp met de U-66, en 4 schepen van 31.000 ton door Ernst Kals met de U-130. In zijn oorlogsdagboek betreurde Hardegen het feit dat er niet méér U-boten in de buurt waren. "Waren er maar tien, of zelfs twintig boten geweest," schreef hij, "Dan zouden ze allemaal, dat weet ik zeker, net zoveel succes gehad hebben."

### Eerste aanvalsgolf (Operation Drumbeat)
De eerste vijf U-boten, type IX, die de Amerikaanse kustvaart aanvielen ontdekten dat het een eenvoudige opdracht was. deze eerste aanvalsgolf staat bekend als Operation Drumbeat. Overdag bleven ze onder water en in de nacht konden ze ongestoord schepen tot zinken brengen. De Amerikanen namen geen enkele voorzorgsmaatregelen zoals verduistering van de kust. De Duitsers konden de schepen eenvoudig zien omdat ze langs de verlichte kust voeren.
- Reinhard Hardegen in de U-123 torpedeerde zeven schepen met een totaal tonnage van 46.744 voordat zijn boot geen torpedo's meer had;
- Ernst Kals in de U-130 torpedeerde zes schepen met een totaal tonnage van 36.988;
- Robert-Richard Zapp in de U-66 torpedeerde vijf schepen met een totaal tonnage van 33.456;
- Heinrich Bleichrodt in de U-109 torpedeerde vier schepen met een totaal tonnage van 27,651; en
- Ulrich Folkers in de U-125 torpedeerde één schip met een totaal tonnage van 6.666, de West Ivis.

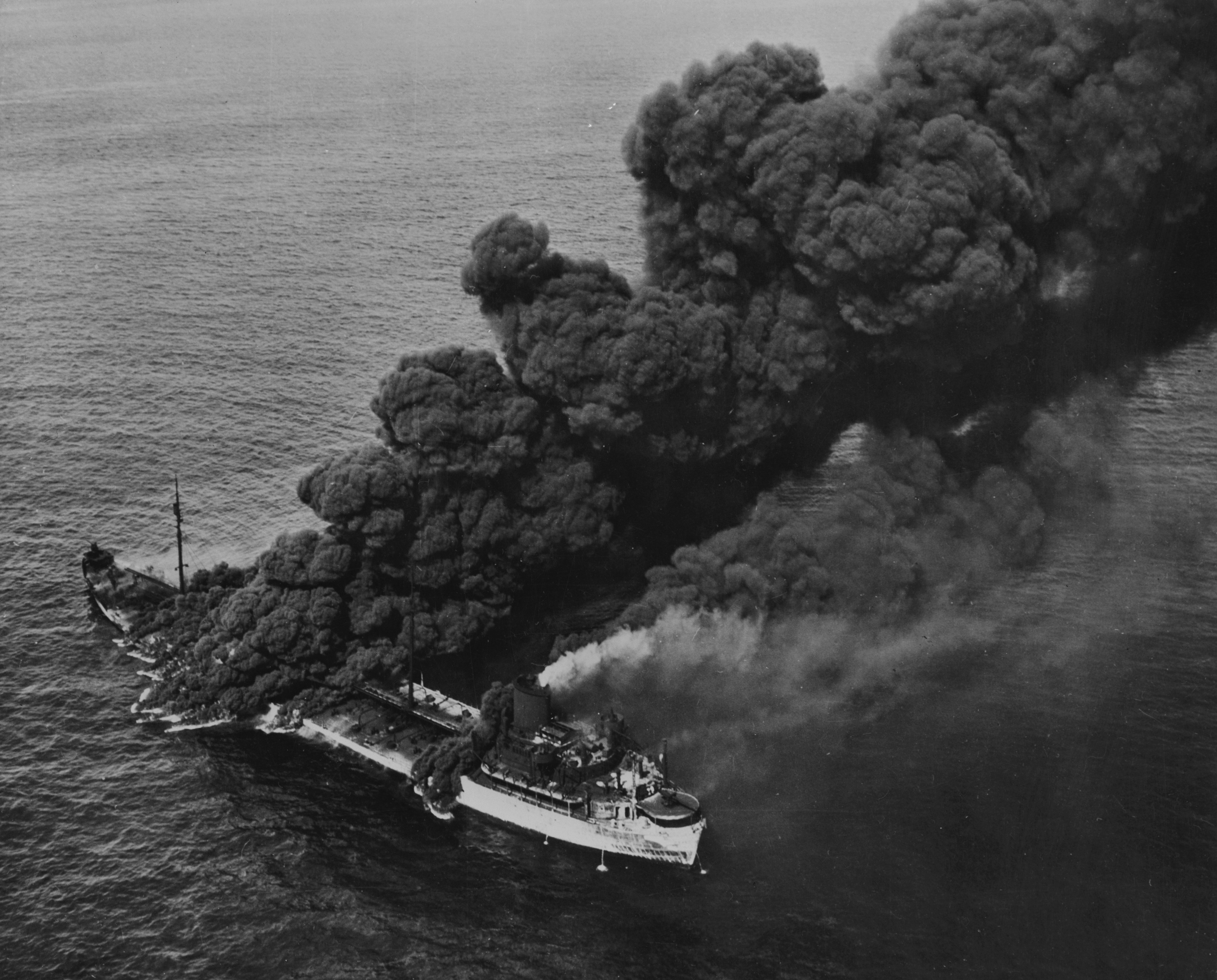
De tanker SS Pennsylvania Sun, getorpedeerd door de U-571 op 15 juli 1942

Ondanks de noodzaak om zich tegen de U-boten te verdedigen, werd weinig ondernomen. De Amerikaanse Marine had een groot tekort aan anti-onderzeebootvaartuigen en vliegtuigen. Daarnaast sloegen ze de adviezen van de Britten in de wind en namen geen maatregelen om de koopvaardij te beschermen.

### Tweede en derde aanvalsgolf (Operation Neuland)
In de tussentijd bereikten de tweede aanvalsgolf, bestaande uit type IX U-boten, de Amerikaanse kust. De derde aanvalsgolf (Operation Neuland) bereikte het doelgebied bij de oliehavens in de Caraïben. Het succes bracht Admiraal Dönitz ertoe om ook U-boten (type VII U-boot) met een kleiner bereik te sturen. De boten werden hiertoe aangepast: alle beschikbare ruimte werd gebruikt om voorraden op te slaan. In gevallen werd dieselolie in de zoetwatertanks opgeslagen en voeren schepen met een zeer lage snelheid om olie te besparen.
De Amerikaanse Marine reageerde nog steeds niet effectief op de aanvallen. De verantwoordelijkheid hiervoor lag bij Admiraal King. Zijn aandacht werd opgeslokt door de Japanse aanvallen in de Grote Oceaan. Het operatiegebied van Admiraal Andrews (North Atlantic Coastal Frontier) werd uitgebreid tot en met South Carolina en hernoemd tot de "Eastern Sea Frontier" De noodzakelijke schepen en vliegtuigen bleven echter onder het commando van Admiraal Royal E. Ingersoll, bevelhebber van de Atlantische vloot. Hij verbleef veel op zee en was onbereikbaar om besluiten te nemen. De wekelijkse rapporten van Rodger Wynn vanuit Londen over de U-boten werden genegeerd.

## Resultaat van de aanvallen
Tegen eind januari 1942 waren 62 schepen met een totaal van 327.000 ton tot zinken gebracht. De meeste slachtoffers waren gevallen in de Amerikaanse wateren, in de tweede helft van januari. Toen het nieuws van de successen, en dat van de mogelijkheid om nog meer succes te boeken, de U-bootbases bereikte, vertrokken meer U-boten met geestdriftige bemanningen naar het veelbelovende jachtterrein. Tot eigen verbazing bleek een gemiddelde U-boot de Atlantische Oceaan over te kunnen steken en dan nog voldoende brandstof over te hebben voor enkele weken actieve dienst. Ontdekt werd dat bij een constante snelheid, als ze niet opgejaagd werden en dus niet met hoge snelheid hoefden te varen, meer brandstof kon worden bespaard dan ooit voor mogelijk was gehouden. Natuurlijk gaf admiraal Dönitz bevel om alle U-boten die beschikbaar kwamen, uit te rusten in de havens van West-Frankrijk en zo snel mogelijk naar de Amerikaanse kustwateren te varen. De felheid van de aanvallen van Operatie Paukenschlag duurde tot juni 1942. Hiermee werd ook de uitbreiding naar zuidelijke Amerikaanse gebieden bewerkstelligd. Men verlegde het jachtterrein naar de Caribische Zee.

## De gebrekkige Amerikaanse reactie

Animatie simulatie van een tankersilhouet tegen de verlichting van een kuststad. Na de introductie van de verduistering bleek de gloed van het achterland een blijvend probleem te zijn.

De Britten ervoeren in de eerste twee jaar van de Tweede Wereldoorlog dat de koopvaardij het best beschermd werd tegen vijandelijke aanvallen (zoals door onderzeeboten) door in konvooi te varen. De Britten verloren in de eerste jaren veel schepen en stelden daarom een aantal regels voor de koopvaardij op die erg nuttig bleken. Handelsschepen moesten in konvooi varen met of zonder marine-escorte. De schepen moeten de standaard routes mijden. Daarnaast werden alle navigatiehulpmiddelen verwijderd zoals boeien, vuurtorens en handhaafde men een volledige verduistering van de kust. De marine en de luchtmacht patrouilleerden dagelijks de zee om het Duitse onderzeeboten zo moeilijk mogelijk te maken zich te verplaatsen.
De ervaringen met deze beschermingsmaatregelen werden doorgegeven aan de Amerikanen. Die deden er maandenlang weinig mee. De kustvaart bleef via bekende routes varen en maakte gebruik van verlichte navigatiemiddelen. Kuststeden werd verzocht om te verduisteren vanaf 18 december 1941, maar ze werden niet verplicht het te doen. De kuststeden werkten niet mee omdat ze de recreatie, toerisme en het bedrijfsleven wilden ontzien. Op 12 januari 1942 werd Admiraal Andrews gewaarschuwd dat drie of vier U-boten de Amerikaanse kustvaart zouden aanvallen. Andrews weigerde het konvooisysteem in te voeren omdat hij meende dat het de onderzeeboten juist meer doelwitten zou geven.
Ondanks de noodzaak om zich tegen U-bootaanvallen te verdedigen werd weinig ondernomen. Een belangrijke fout van de Amerikanen was dat de verkeerde schepen gebouwd en ingezet werden. De Amerikaanse Marine had een groot tekort aan anti-onderzeeboot vaartuigen. Het bouwprogramma van de marine gaf er geen prioriteit aan. Torpedojagers bleven in de havens, ze werden niet ingezet als escorte voor konvooien. Marine-escorteschepen moeten lang op zee kunnen blijven, met relatieve lage snelheid kunnen varen en een groot aantal dieptebommen kunnen meevoeren. De beschikbare torpedojagers voldeden niet aan deze eisen. De Amerikaanse marine beschikte niet over schepen zoals de Britse korvetten van de Black Swan klasse of fregatten. Ook waren er weinig vliegtuigen met geoefende bemanning beschikbaar voor de bestrijding van onderzeeboten. Het aanbod van hulp vanuit de koopvaardij en particuliere luchtvaartmaatschappijen werd aanvankelijk geweigerd. Pas nadat de situatie echt nijpend was geworden accepteerde de marine deze hulp.
De verantwoordelijkheid hiervoor lag bij Admiraal King. Zijn aandacht werd opgeslokt door de Japanse aanvallen in de Grote Oceaan. Het operatiegebied van Admiraal Andrews (North Atlantic Coastal Frontier) werd uitgebreid tot en met South Carolina en hernoemd tot de "Eastern Sea Frontier" De noodzakelijke schepen en vliegtuigen bleven echter onder het commando van Admiraal Royal E. Ingersoll, bevelhebber van de Atlantische vloot. Hij verbleef veel op zee en was dan onbereikbaar om besluiten te nemen. De wekelijkse rapporten van Rodger Wynn vanuit Londen, over de U-boten werden genegeerd.
Als een typisch voorbeeld geldt: Toen de U-123 de Noorse tanker "Norness" tot zinken bracht in het zicht van Long Island op 14 januari, werd nagelaten er een oorlogsschip naar toe te sturen. Deze nalatigheid gaf de U-123 de kans om vervolgens de Britse tanker "Coimbra" tot zinken te brengen bij Sandy Hook, New Jersey. Op hetzelfde moment lagen er 13 torpedobootjagers in de haven van New York.

### Verhullende Amerikaanse propaganda

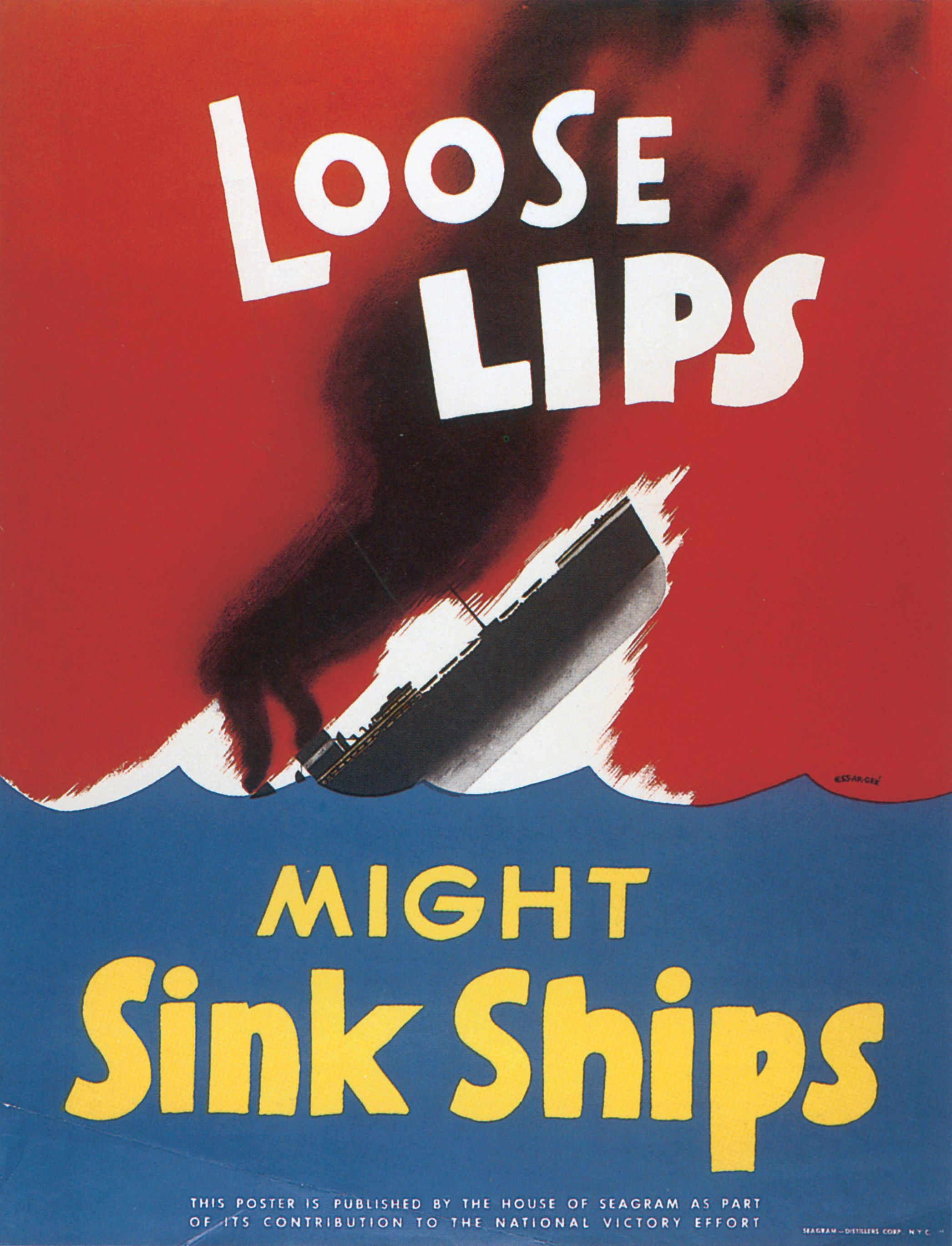
Propagandaposter

De onrust bij de bevolking over het verlies van de schepen was groot. De Amerikanen probeerden de onrust te verminderen door een combinatie van geheimhouding en misleidende informatie. De Amerikaanse marine maakte bekend dat de Duitse U-boten niet terugkeerden naar hun thuisbases maar dat details over gezonken U-boten niet openbaar konden worden gemaakt. Deze informatie zou de vijand kunnen helpen. De Amerikaanse marine stelde dat getuigen gevraagd werd om het kelderen van U-boten geheim te houden. De eerste succesvolle vernietiging van een U-boot, de U-85, gebeurde op 14 april 1942 door de torpedojager USS Roper. Pas na jaren werd duidelijk dat het voornaamste doel van de oorlogsslogan Loose Lips Sink Ships niet de geheimhouding was, maar de moraal van de bevolking moest versterken. De verliezen waren zo hoog dat de Amerikaanse marine vreesde dat dit onder de bevolking tot oorlogsmoeheid zou leiden.

## Verdediging door Amerikaanse strijdkrachten

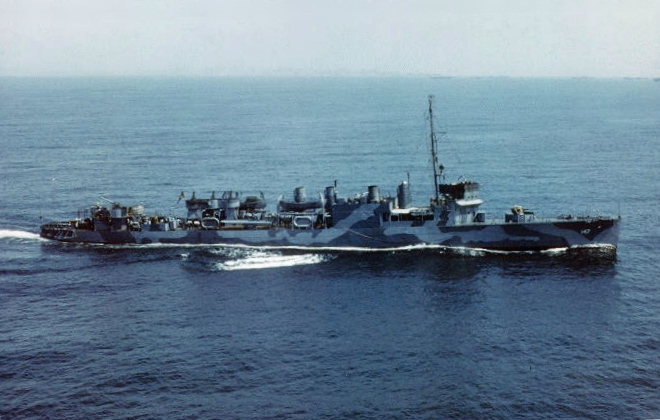
USS Roper bracht de eerste U-boot tot zinken in Amerikaanse wateren

Het aantal Amerikaanse oorlogsbodems aan de Oostkust was beperkt in de eerste maanden van 1942. De reden was dat de meeste schepen betrokken waren in de zeeslag in de Grote Oceaan. De Amerikanen, onder de leiding van Admiraal Andrews, bewapende de koopvaardij om de handelsvloot tegen de U-boten te verdedigen en riepen de hulp in van de Canadezen en Britten. Vanaf maart 1942 werden 24 bewapende vissersboten en tien korvetten door de Britse Royal Navy ingezet aan de Amerikaanse Oostkust tevens escorteerden de Canadezen de handelsschepen op de route tussen Halifax en Boston. Men kan echter spreken van een ongelijkwaardige strijd daar de Duitse U-boten moderner en beter bewapend waren dan de bewapende handelsschepen. De Britten brachten het 53ste Squadron van de Royal Air Force Coastal Command over naar Quonset Point, Rhode Island. Het doel was om de haven van New York te beschermen in de maand juli 1942. Het 53ste squadron werd in augustus 1942 verplaatst naar Trinidad samen met een squadron van de Amerikaanse luchtmacht om de handelsroute tussen de olievelden in Venezuela en Norfolk, Virginia te beschermen. De Amerikanen voerden langzamerhand het varen in een konvooi in en de verduistering van de kuststeden. In april 1942 mochten handelsschepen alleen nog overdag varen in (kleine) konvooien. Een volledig konvooisysteem inclusief escorte oorlogsbodems werd per midden mei 1942 ingevoerd. Het aantal handelsschepen dat tot zinken werd gebracht nam daarna fors af. Het konvooisysteem maakte het moeilijker voor de Duitse onderzeeboten. Admiraal Karl Dönitz besloot om het operatiegebied van de U-boten aan de Amerikaanse Oostkust te verleggen naar het zuiden. Het konvooisysteem werd vervolgens ook ingevoerd tot en met de Golf van Mexico; met hetzelfde resultaat. Dit was het definitieve bewijs dat het konvooisysteem zeer effectief was en bewees dat de aanvankelijke bezwaren van de admiralen Ernest King en Adolphus Andrews onterecht waren. De Britse Royal Navy en de Royal Canadian Navy namen de escortering over van de handelsroute van Aruba naar New York. Snelle konvooien werden georganiseerd om de Britse eilanden van voldoende olie te voorzien.
De Kriegsmarine was in de eerste maanden van 1942 succesvol en bracht veel schepen tot zinken, maar leed zelf ook een verliezen. De Amerikaanse strijdkrachten brachten negen onderzeeboten tot zinken:
- U-85: gezonken op 14 april door de torpedojager USS Roper op de positie 35.917°N 75.217°W bij Cape Hatteras, de eerste U-boot die tot zinken werd gebracht in Amerikaanse wateren
- U-352: gezonken op 9 mei door de kotter USS Icarus op de positie 34.2°N 76.583°W bij Cape Hatteras
- U-157: gezonken op 13 juni door de kotter USS Thetis op de positie 24.217°N 82.05°W bij Havana, Cuba
- U-158: gezonken op 30 juni door het marinevliegtuig USN VP-74 op de positie 32.833°N 67.467°W ten westen van Bermuda
- U-215: gezonken op 3 juli door de bewapende ASW Trawler HMS Le Tiger op de positie 41.48°N 66.38°W door middel van dieptebommen
- U-701: gezonken op 7 juli door een Lockheed Hudson vliegtuig op de positie 34.833°N 74.917°W bij Cape Hatteras
- U-153: gezonken op 13 juli door de torpedojager USS Lansdowne op de positie 9.933°N 81.483°W bij Colón, Panama
- U-576: gezonken op 15 juli door twee Kingfisher vliegtuigen en de onderzeeboot werd geramd door het U.S. motorvaartuig Unicoi op de positie 34.85°N 75.367°W bij Cape Hatteras
- U-166: gezonken op 30 juli door het US Navy patrouille vaartuig, PC 566, op de positie 28.517°N 90.75°W in de Golf van Mexico, de enige U-boot die in de Golf van Mexico tot zinken werd gebracht tijdens de Tweede Wereldoorlog